# Upper Park Creek Patrol Cabin
L'Upper Park Creek Patrol Cabin est une cabane en rondins dans le comté de Flathead, dans le Montana, aux États-Unis. Protégée au sein du parc national de Glacier, cette construction de 1928 est inscrite au Registre national des lieux historiques depuis le 16 décembre 1986.